# Flora endemica della Sicilia/Galleria

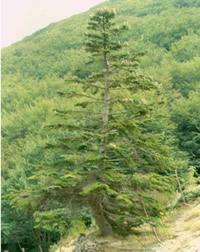
Abies nebrodensis
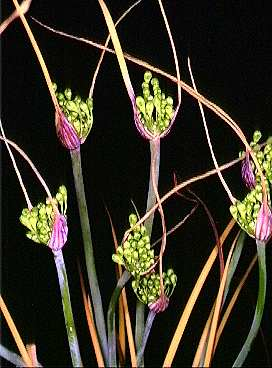
Allium nebrodense
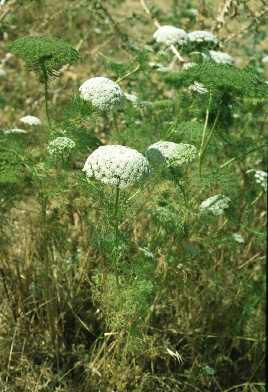
Ammi crinitum
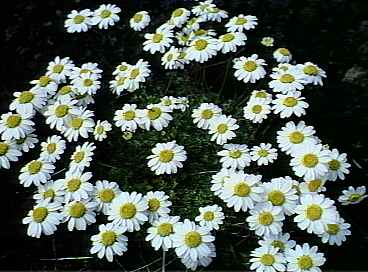
Anthemis aetnensis
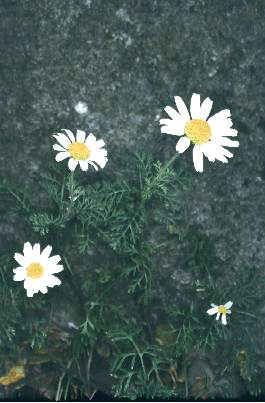
Anthemis ismelia
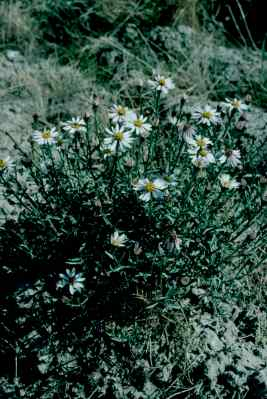
Aster sorrentinii
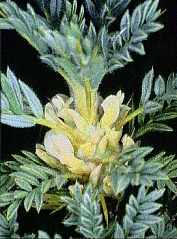
Astragalus nebrodensis
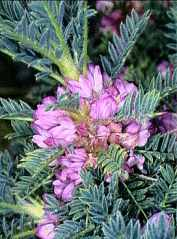
Astragalus siculus
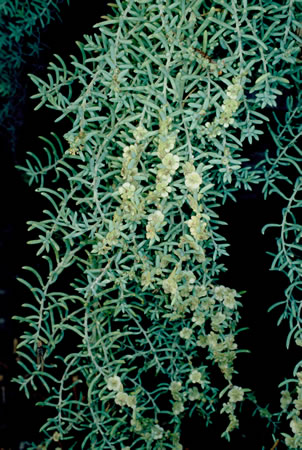
Bassia saxicola
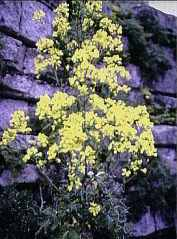
Brassica drepanensis
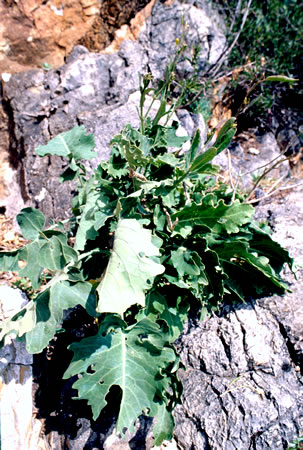
Brassica macrocarpa
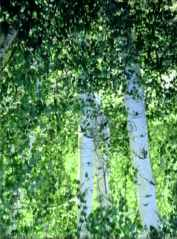
Betula aetnensis
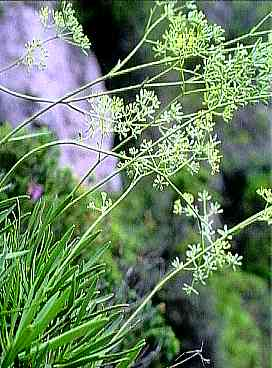
Bupleurum dianthifolium
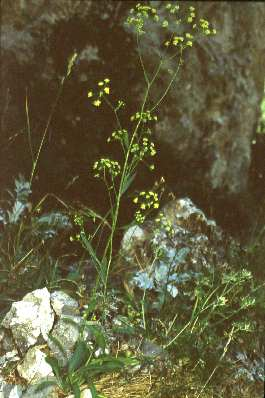
Bupleurum elatum
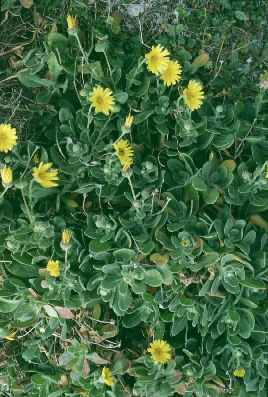
Calendula maritima
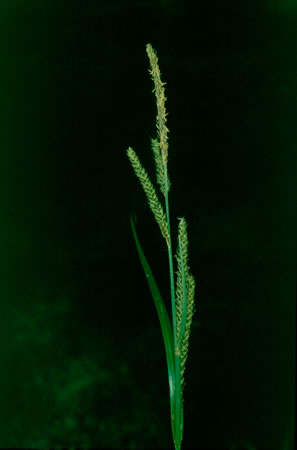
Carex panormitana
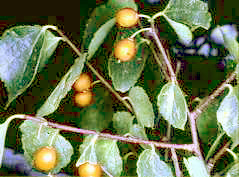
Celtis tournefortii subsp. aetnensis
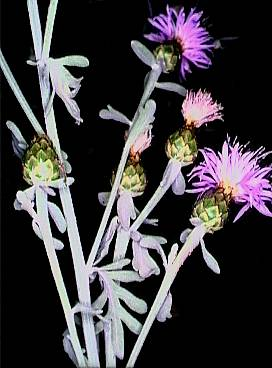
Centaurea busambarensis
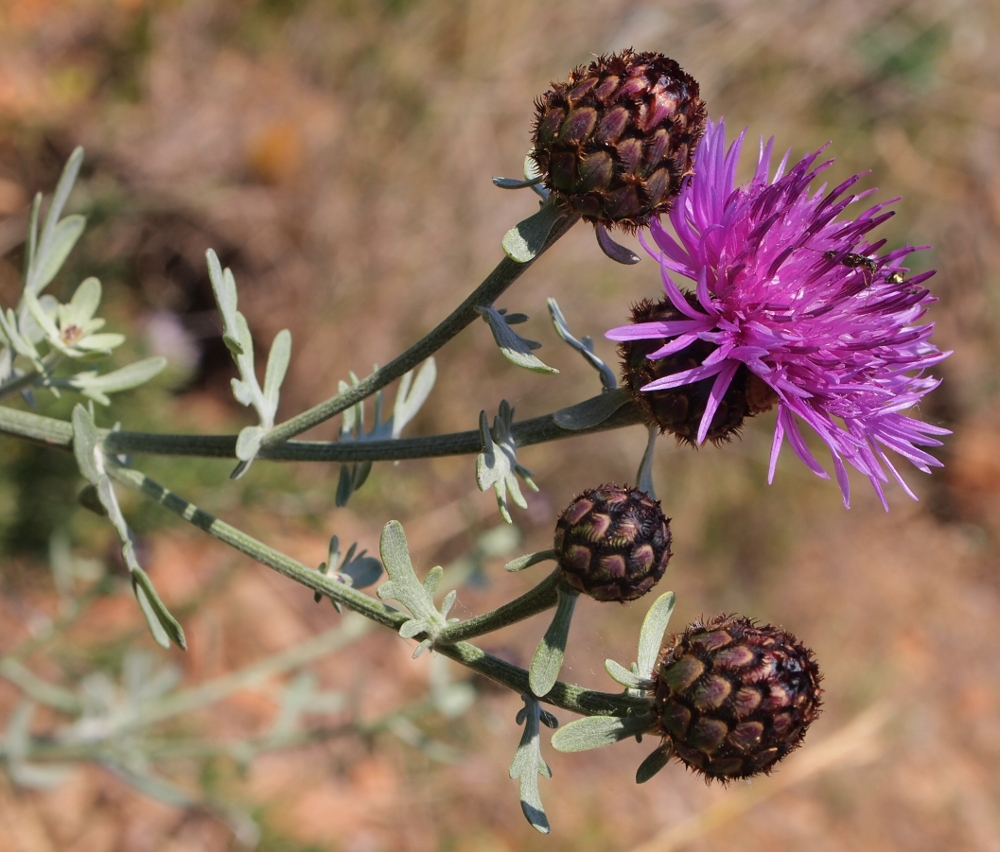
Centaurea ucriae
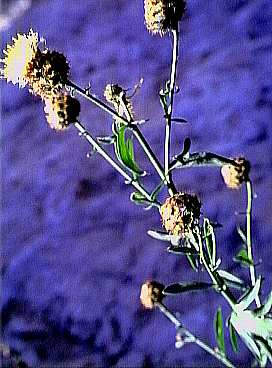
Centaurea tauromenitana
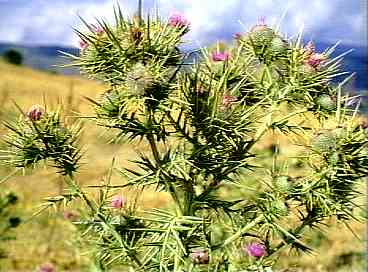
Cirsium vallis-demonis
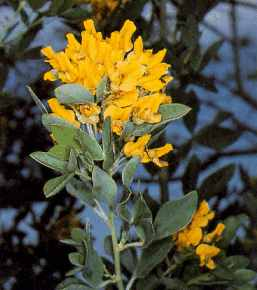
Cytisus aeolicus
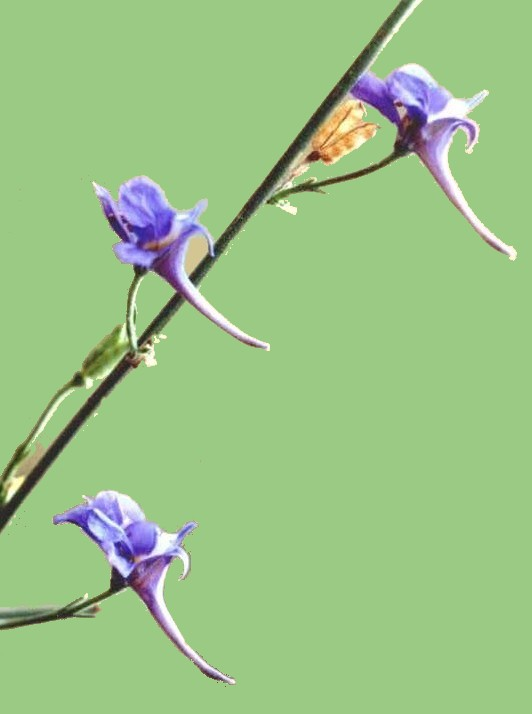
Delphinium emarginatum
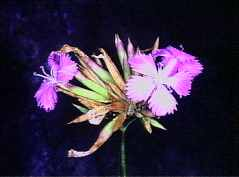
Dianthus rupicola
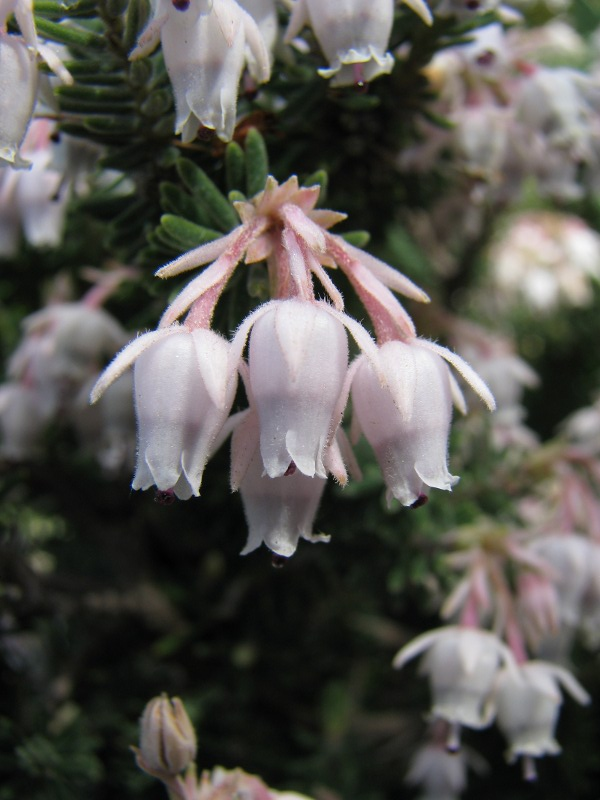
Erica sicula
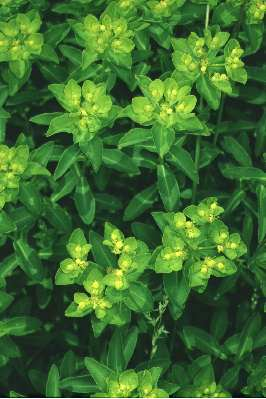
Euphorbia gasparrinii
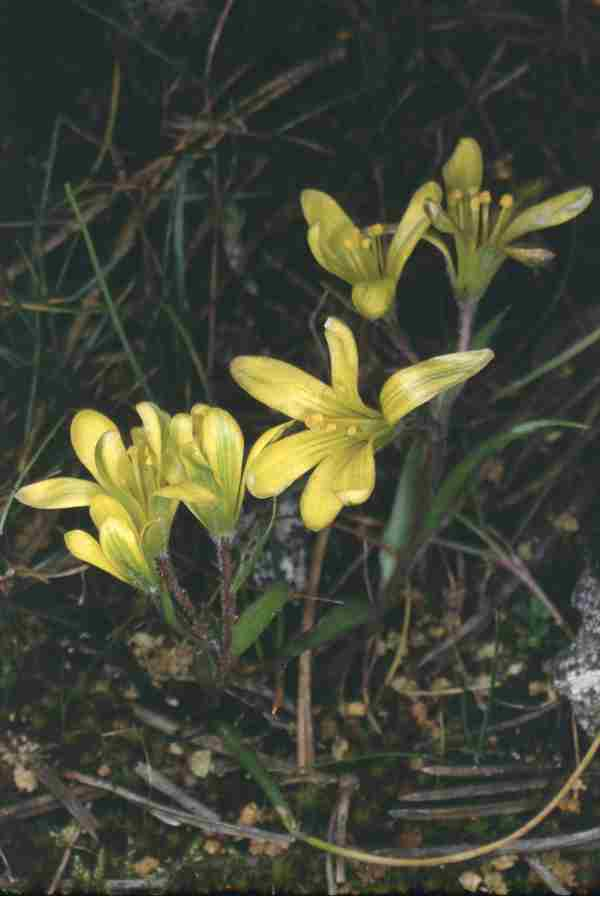
Gagea busambarensis
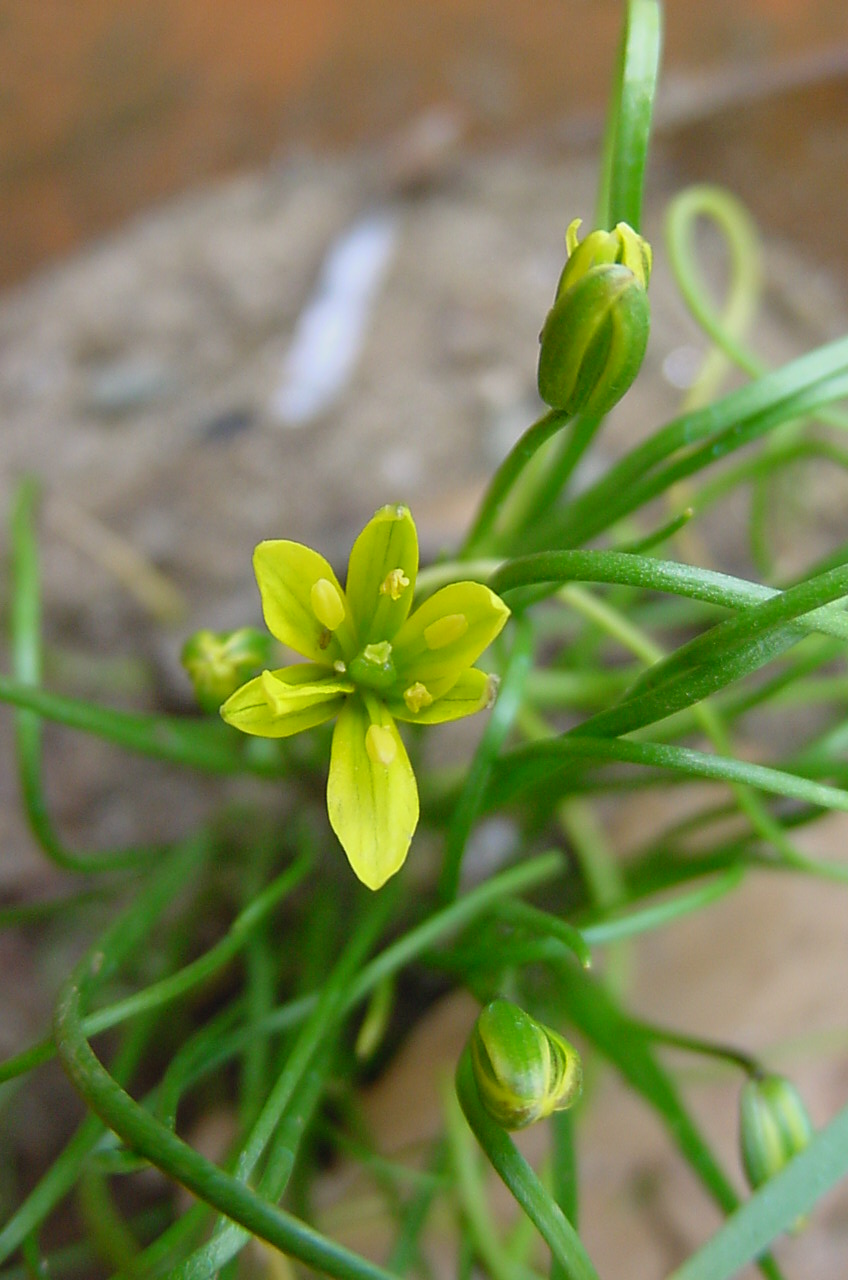
Gagea chrysantha
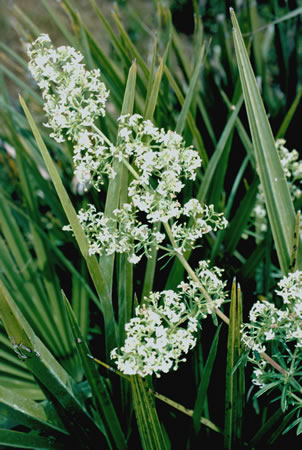
Galium litorale
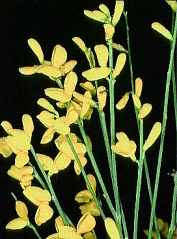
Genista aetnensis
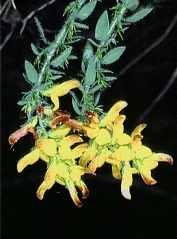
Genista aristata
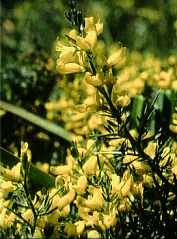
Genista cupanii
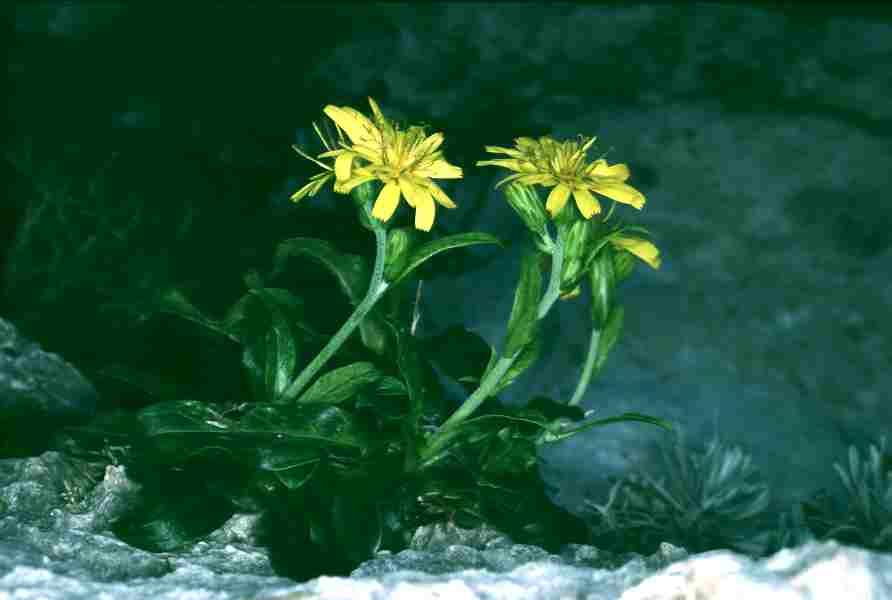
Hieracium lucidum
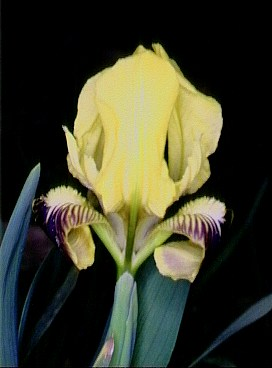
Iris pseudopumila
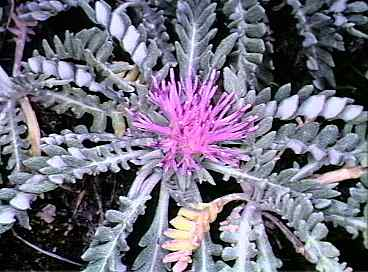
Jurinea bocconei
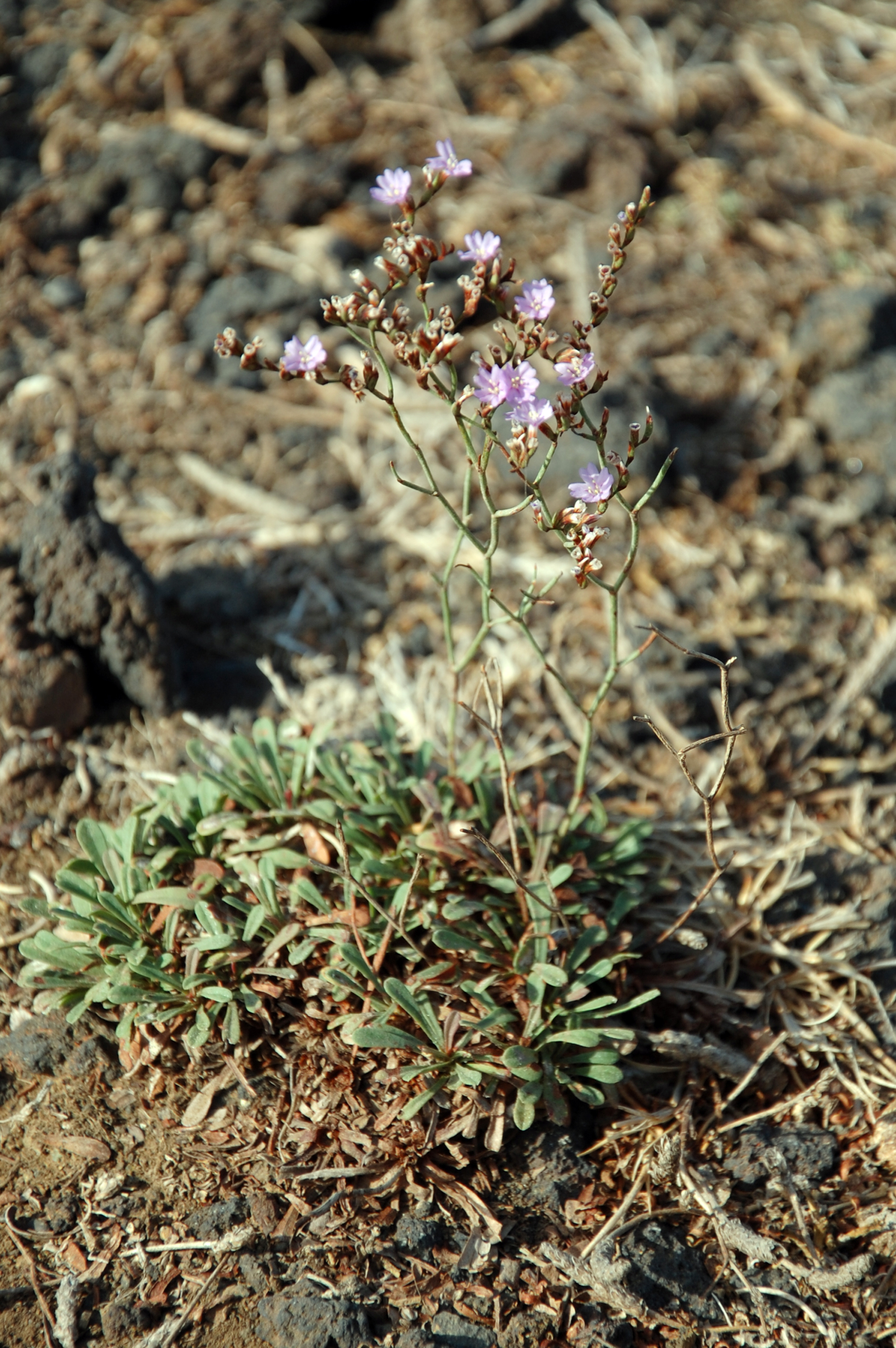
Limonium algusae
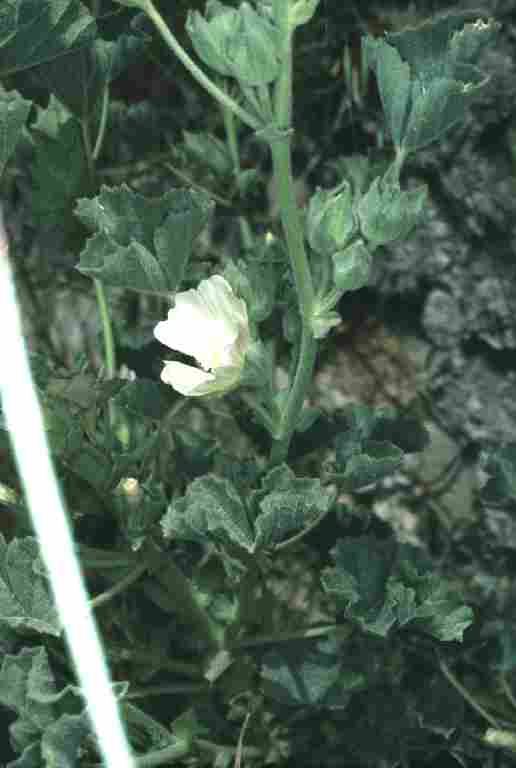
Malva agrigentina
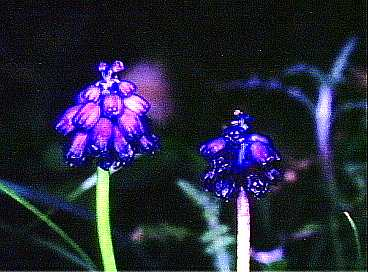
Muscari lafarinae
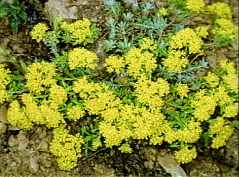
Odontarrhena nebrodensis
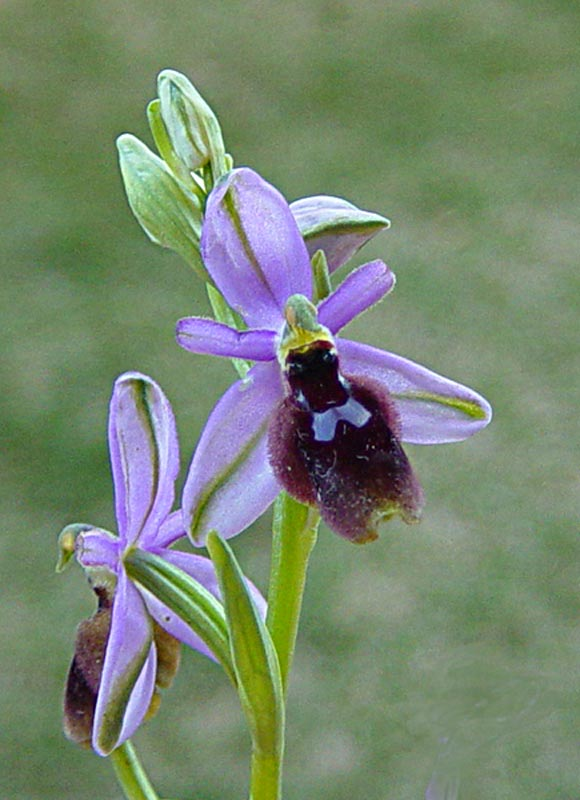
Ophrys lunulata
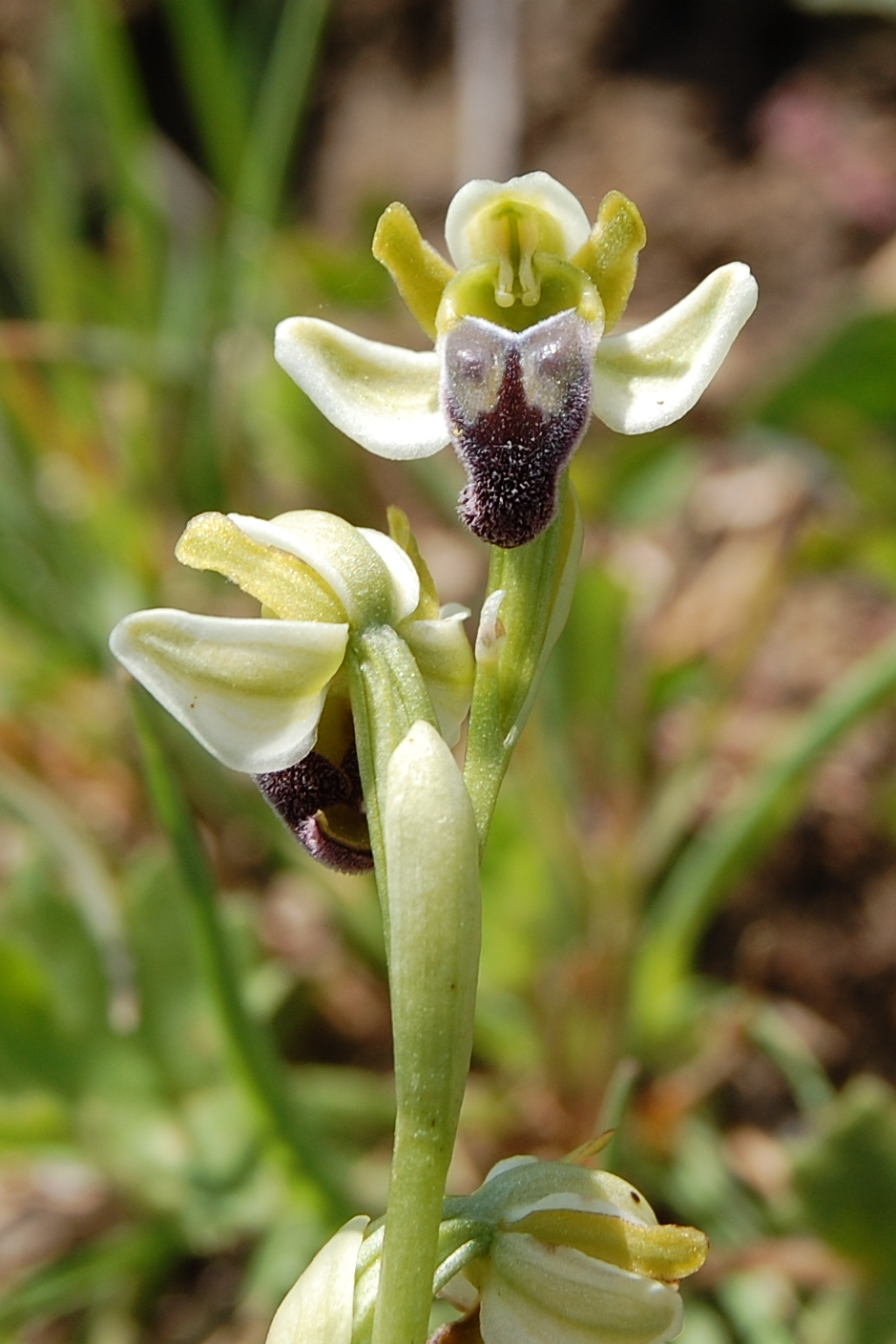
Ophrys pallida
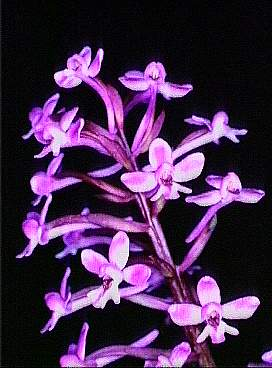
Orchis brancifortii
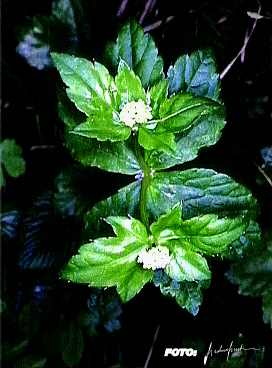
Petagnaea gussonei
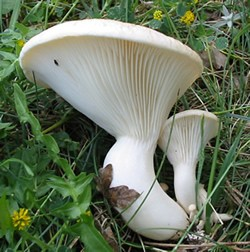
Pleurotus nebrodensis
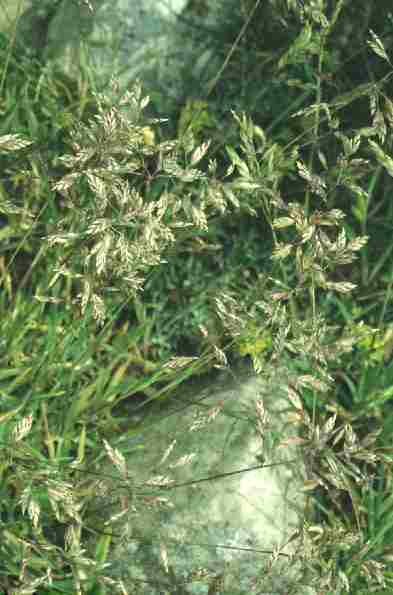
Poa bivonae
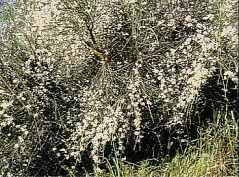
Retama raetam subsp. gussonei
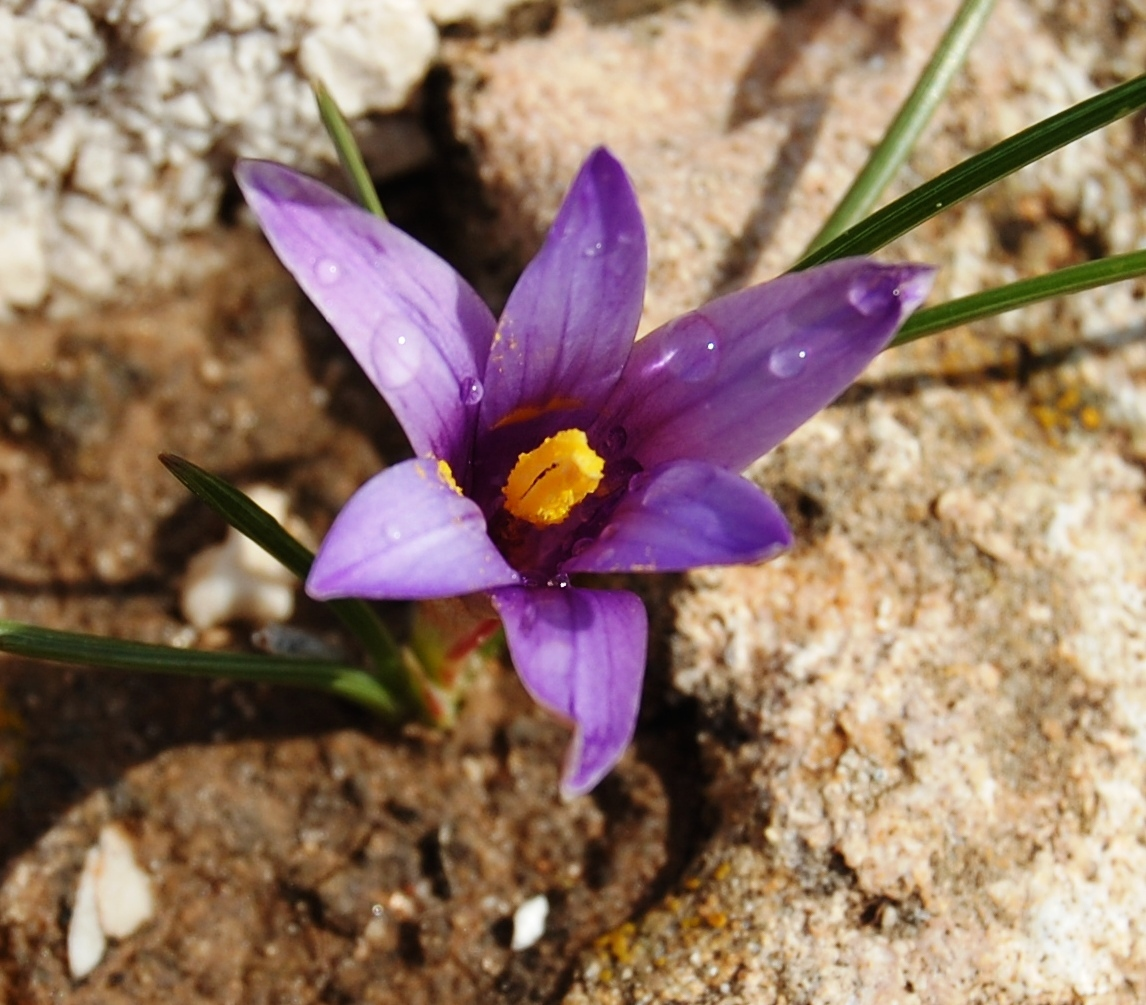
Romulea linaresii
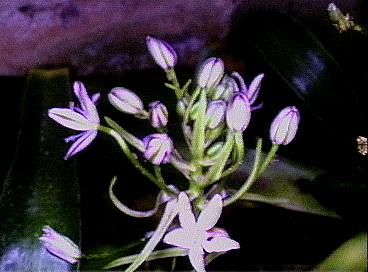
Scilla cupanii
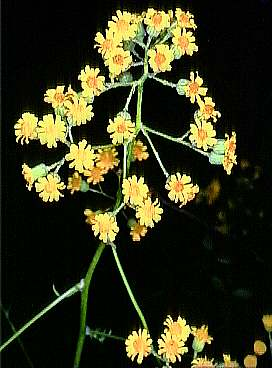
Senecio ambiguus
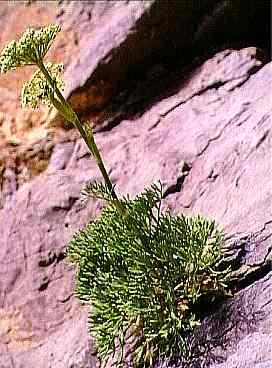
Seseli bocconei
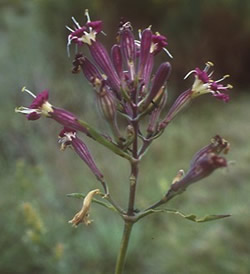
Silene hicesiae
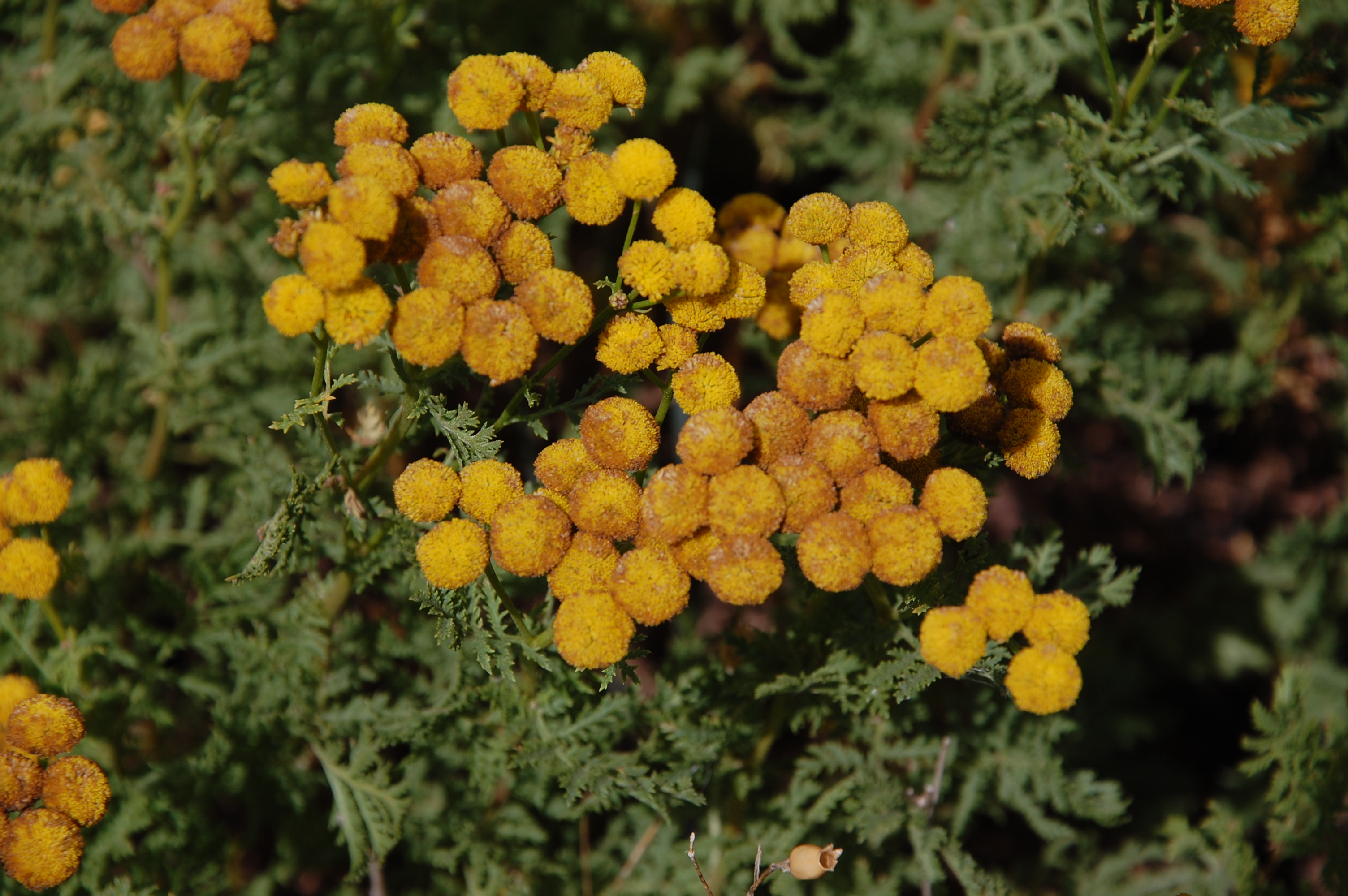
Tanacetum siculum
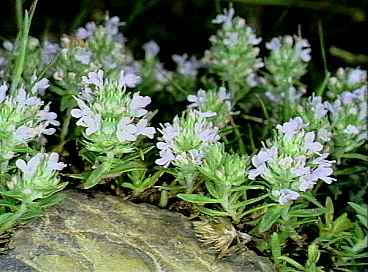
Thymus spinulosus
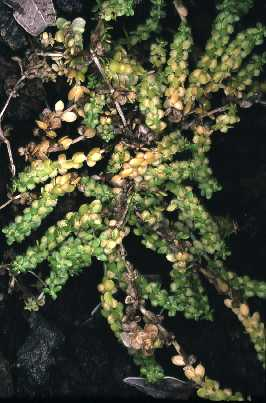
Valantia calva
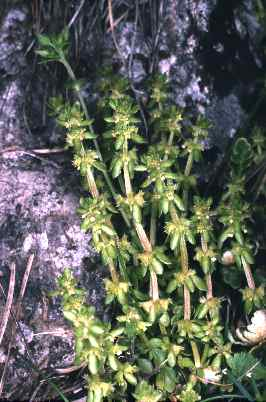
Valantia deltoidea
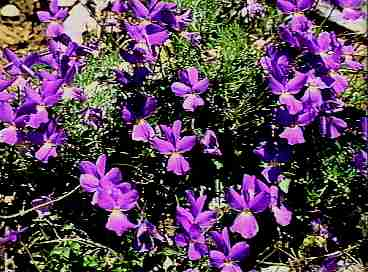
Viola nebrodensis
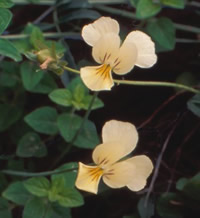
Viola ucriana
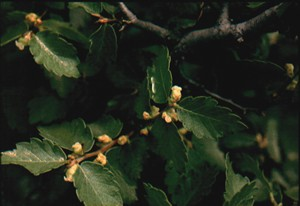
Zelkova sicula